# Premio Bram Stoker al saggio
Il premio Bram Stoker al saggio (Bram Stoker Award for Superior Achievement in Nonfiction) è un premio letterario assegnato dal 1987 dalla Horror Writers Association (HWA) ad un'opera saggistica «di qualità superiore» (Superior Achievement in Nonfiction e non Best Nonfiction).

## Albo d'oro
L'anno si riferisce al periodo di pubblicazione preso in considerazione, mentre i premi sono assegnati l'anno successivo.
I vincitori sono indicati in grassetto, a seguire gli altri candidati.

### Anni 1987-1989
- 1987: Mary Shelley di Muriel Spark
  - Joe Bob Goes To the Drive-In di Joe Bob Briggs
  - The Zombies That Ate Pittsburgh di Paul A. Gagne
- 1988: non assegnato
- 1989: Harlan Ellison's Watching di Harlan Ellison ex aequo Horror: The 100 Best Books di Stephen Jones e Kim Newman
  - American Vampires: by Fans, Victims, Practitioners di Norine Dresser
  - Horror: A Connoisseur's Guide To Literature and Film di Leonard Wolf
  - H. P. Lovecraft di Peter Cannon

### Anni 1990-1999
- 1990: Dark Dreamers di Stanley Wiater
  - Hollywood Gothic di David J. Skal
  - Horror Literature: A Reader's Guide di Neil Barron
  - Joe Bob Goes Back To The Drive-In di Joe Bob Briggs
  - The Weird Tale di S. T. Joshi
- 1991: Clive Barker's Shadows in Eden di Stephen Jones
  - Vampires Among Us Rosemary di Ellen Guillen
  - Prism of the Night: A Biography of Anne Rice di Katherine Ramsland
  - The Shape Under The Sheet: The Complete Stephen King Encyclopedia di Stephen J. Spignesi
- 1992: Cut! Horror Writers of Horror Film di Christopher Golden
  - Men, Women And Chainsaws di Carol J. Clover
  - Young Adult Horror Fiction di Cosete Kies
  - Scare Tactics di John A. Russo
  - Dark Visions di Stanley Wiater
- 1993: Once Around the Bloch di Robert Bloch
  - The Diary of Jack the Ripper di Shirley Harrison e Michael Barrett
  - The Monster Show: storia e cultura dell'horror (The Monster Show) di David J. Skal
- 1994: non assegnato
- 1995: The Supernatural Index di Michael Ashley e William Contento
  - Psycho: Behind the Scenes of the Classic Thriller di Janet Leigh e Christopher Nickens
  - An Encyclopedia of Claims, Frauds, and Hoaxes of the Occult and Supernatural di James Randi
  - Immoral Tales: European Sex & Horror Movies 1956-1984 di Cathal Tohill e Pete Tombs
- 1996: H. P. Lovecraft: A Life di S. T. Joshi
  - Bram Stoker: A Biography of the Author of Dracula di Barbara Belford
  - The Great Pulp Heroes di Don Hutchison
  - The Illustrated Werewolf Movie Guide di Stephen Jones
  - V is for Vampire di David Skal
- 1997: Dark Thoughts: On Writing di Stanley Wiater
  - The Encyclopedia of Fantasy di John Clute e John Grant
  - The Hammer Story di Marcus Hearn e Alan Barnes
  - Clive Barker's A-Z of Horror di Stephen Jones
  - Video Watchdog di Tim Lucas
  - Dean Koontz: A Writer's Biography di Katherine Ramsland
- 1998: DarkEcho Newsletter Vol. 5,#1-50 di Paula Guran
  - Gothic Horror: A Reader's Guide from Poe to King and Beyond di Clive Bloom
  - The Science of the X-Files di Jeanne Cavelos
  - A Writer's Tale di Richard Laymon
- 1999: DarkEcho Newsletter di Paula Guran
  - The Essential Monster Movie Guide di Stephen Jones
  - Vincent Price: A Daughter's Biography di Victoria Price
  - Hellnotes di David B. Silva e Paul F. Olson

### Anni 2000-2009
- 2000: On Writing: Autobiografia di un mestiere (On Writing: A Memoir of the Craft) di Stephen King
  - Hellnotes di David B. Silva e Paul F. Olson
  - At the Foot of the Story Tree di Bill Sheehan
  - Horror of the 20th Century di Robert Weinberg
- 2001: Jobs in Hell di Brian Keene
  - If Chins Could Kill: Confessions of a B Movie Actor di Bruce Campbell
  - Personal Demons di Brian A. Hopkins e Garrett Peck
  - Hellnotes di David B. Silva e Paul F. Olson
- 2002: Ramsey Campbell di Ramsey Campbell
  - Supernatural Fiction Writers: Fantasy and Horror di Richard Bleiler
  - Ralan.com di Ralan Conley
  - Jobs in Hell di Brian Keene e Kelly Laymon
  - Hellnotes di David B. Silva e Paul F. Olson
- 2003: The Mothers and Fathers Italian Association di Thomas F. Monteleone
  - Fear in a Handful of Dust di Gary A. Braunbeck
  - Ralan.com di Ralan Conley
  - Alan Moore: Portrait of an Extraordinary Gentleman di Gary Spencer Millidge e Smoky Man
  - Hellnotes di Judi Rohrig
- 2004: Hellnotes di Judi Rohrig
  - Ralan's SpecFic & Humor Webstravaganza di Ralan Conley
  - Hanging Out with the Dream King di Joseph McCabe
  - The Complete Idiot's Guide to Writing a Novel di Thomas F. Monteleone
  - The Road to the Dark Tower di Bev Vincent
- 2005: Horror: Another 100 Best Books di Stephen Jones e Kim Newman
  - More Giants of the Genre di Michael McCarty
  - Morbid Curiosity magazine di Loren Rhoads
  - The Bradbury Chronicle di Sam Weller
  - SWhy Buffy Matters: The Art of Buffy the Vampire layer di Rhonda Wilcox
- 2006: Final Exits: The Illustrated Encyclopedia of How We Die di Michael Largo ex aequo Gospel of the Living Dead: George Romero's Vision of Hell on Earth di Kim Paffenroth
  - Hell on Earth di Kim Paffenroth
  - Stephen King: Uncollected, Unpublished di Rocky Wood
  - Cinema Macabre di Mark Morris
- 2007: The Cryptopedia: A Dictionary of the Weird, Strange & Downright Bizarre di Jonathan Maberry e David F. Kramer
  - Stecchiti & Censiti: l'enciclopedia illustrata di tutti i modi in cui si passa a miglior vita (Encyclopedia Horrifica: The Terrifying Truth About Vampires, Ghosts, Monsters, and More) di Joshua Gee
  - The Portable Obituary: How the Famous, Rich & Powerful Really Died di Michael Largo
  - Storytellers Unplugged di Joe Nassise e David Niall Wilson
- 2008: A Hallowe'en Anthology di Lisa Morton
  - Cheap Scares di Gregory Lamberson
  - Zombie CSU di Jonathan Maberry
  - The Book of Lists: Horror di Amy Wallace, Del Howison e Scott Bradley
- 2009: Writers Workshop of Horror di Michael Knost
  - Cinema Knife Fight di L. L. Soares e Michael Arruda
  - The Stephen King Illustrated Companion di Bev Vincent
  - Stephen King: The Non-Fiction di Rocky Wood e Justin Brook

### Anni 2010-2019
- 2010: To Each Their Darkness di Gary A. Braunbeck
  - La Cospirazione contro la Razza Umana (The Conspiracy Against the Human Race) di Thomas Ligotti
  - Wanted Undead or Alive di Jonathan Maberry e Janice Gable Bashman
  - Listen to the Echoes: The Ray Bradbury Interviews di Sam Weller
- 2011: Stephen King: A Literary Companion di Rocky Wood
  - Halloween Nation: Behind the Scenes of America's Fright Night di Lesley Pratt Bannatyne
  - Reflections in a Glass Darkly: Essays on J. Sheridan Le Fanu, a cura di Gary William Crawford, Jim Rockhill e Brian J. Showers
  - Starve Better di Nick Mamatas
  - Everything You Ever Wanted to Know About Zombies di Matt Mogk
  - The Gothic Imagination di John C. Tibbetts
- 2012: Trick or Treat: A History of Halloween di Lisa Morton
  - Writing Darkness di Michael R. Collings
  - The Annotated Sandman, Volume 1 di Leslie S. Klinger
  - The Undead and Theology di Kim Paffenroth e John W. Morehead
  - Dark Directions: Romero, Craven, Carpenter, and the Modern Horror Film di Kendall R. Phillips
- 2013: Nolan on Bradbury: Sixty Years of Writing about the Master of Science Fiction di William F. Nolan
  - Images of the Modern Vampire: The Hip and the Atavistic di Barbara Brodman e James E. Doan
  - Ramsey Campbell: Critical Essays on the Modern Master of Horror di Gary William Crawford
  - The Intermedial Experience of Horror: Suspended Failures di Jarkko Toikkanen
  - Lovecraft and Influence: His Predecessors and Successors di Robert H. Waugh
- 2014: Shooting Yourself in the Head For Fun and Profit: A Writer’s Survival Guide di Lucy Snyder
  - Disorders of Magnitude di Jason V Brock
  - Lovecraft and a World in Transition di S. T. Joshiv
  - The New Annotated H.P. Lovecraft di Leslie S. Klinger
  - Horror 101: The Way Forward di Joe Mynhardt e Emma Audsley
- 2015: The Art of Horror di Stephen Jones
  - The Unique Legacy of Weird Tales: The Evolution of Modern Fantasy and Horror di Justin Everett e Jeffrey H. Shanks
  - Author’s Guide to Marketing with Teeth di Michael Knost
  - Horror 201: The Silver Scream di Joe Mynhardt e Emma Audsley
  - Studies in the Horror Film: Stanley Kubrick’s Shining (Shining) di Danel Olson
- 2016: Shirley Jackson: A Rather Haunted Life Ruth Franklin
  - Haunted by Leo Braudy
  - Guillermo del Toro’s The Devil's Backbone and Pan’s Labyrinth di  Danel Olson
  - In the Mountains of Madness di W. Scott Poole
  - Something in the Blood di David J. Skal
  - The Gothic Worlds of Peter Straub di John Tibbetts